# Princisola pulchra
Princisola pulchra är en kackerlacksart som först beskrevs av Robert Walter Campbell Shelford 1910.  Princisola pulchra ingår i släktet Princisola och familjen jättekackerlackor. Inga underarter finns listade i Catalogue of Life.